# Бокадиганда (Мантова)
Бокадиганда је насеље у Италији у округу Мантова, региону Ломбардија.
Према процени из 2011. у насељу је живело 301 становника. Насеље се налази на надморској висини од 20 м.